# Franklin Leonard Pope
Franklin Leonard Pope (2 décembre 1840 – 13 octobre 1895) était un ingénieur, explorateur et inventeur américain.
Il est né à Great Barrington, Massachusetts, États-Unis et était le fils de Ebenezer Pope et Electra Wainwright. Il était ingénieur électricien, explorateur, inventeur, et attorney spécialisé sur les brevets. Il fut un contributeur majeur aux progrès technologiques du XIXe siècle. Il fut un des leaders des explorations liées au Collins Overland Telegraph, plus connu sous le nom de Russian American Telegraph. Il a épousé Sarah Amelia Dickinson le 6 août 1873, et ils eurent trois enfants, deux filles et un fils. Pope fut le collaborateur  de George Westinghouse. Il meurt d'une électrocution accidentelle à l'âge de 55 ans dans le sous-sol de sa maison de Great Barrington.